# Santiago Bernabéu (stacja metra)
Santiago Bernabéu – stacja metra w Madrycie, na linii 10. Znajduje się pomiędzy dzielnicami Tetuán i Chamartín, w Madrycie i zlokalizowana jest pomiędzy stacjami Cuzco i Nuevos Ministerios. Została otwarta 10 czerwca 1982.